# Францисканський монастир (м. Оребич)
Монастир Діви Марії — Цариці ангелів (хорв. Samostan Gospe od Anđela) — католицький францисканський монастир у Хорватії на півострові Пелєшаць, на відстані 2 км на захід від міста Оребич.

## Історія

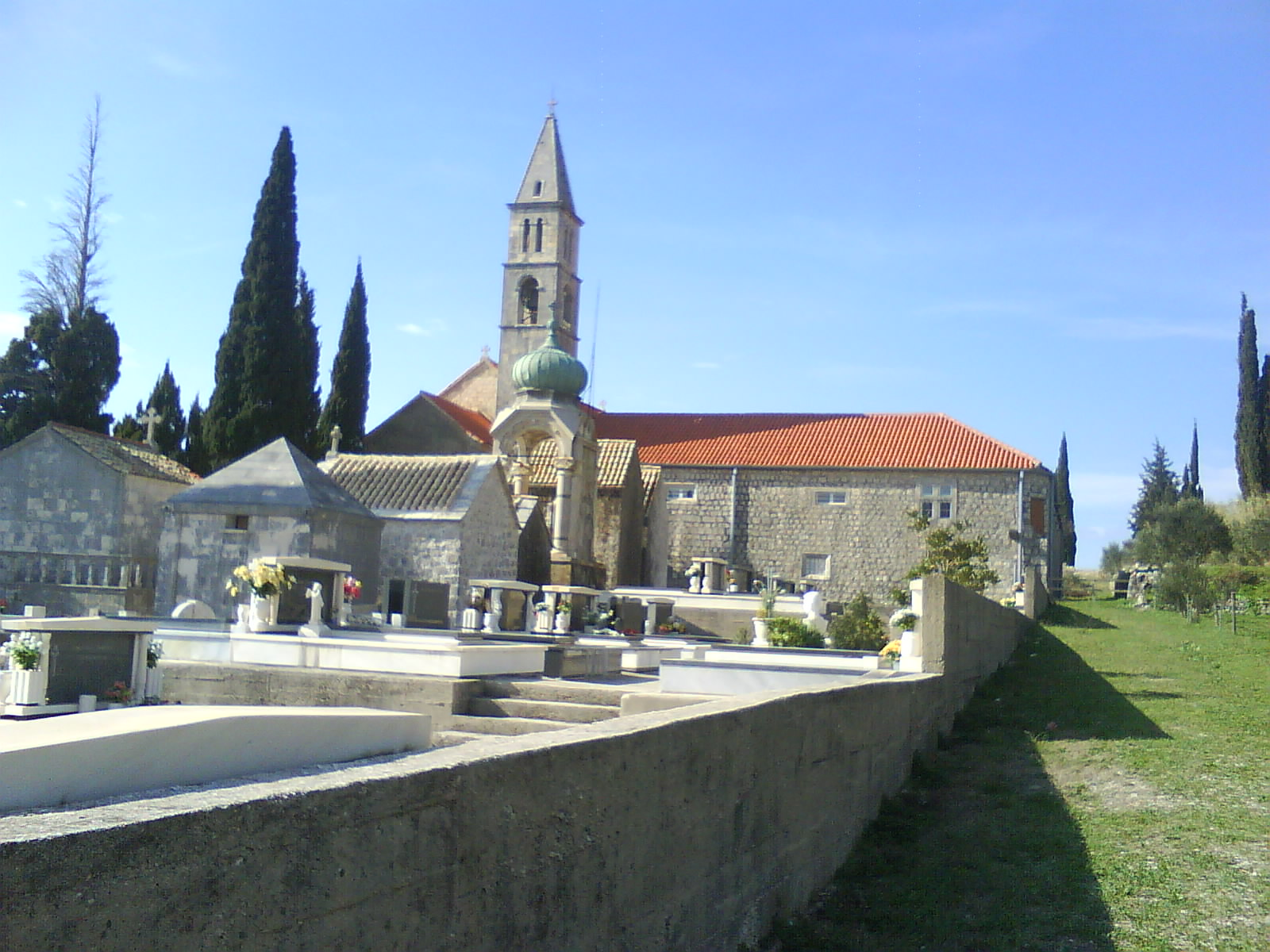
Кладовище і монастир на задньому плані

Монастир заснований наприкінці XV століття. У 1481 році сенат республіки Рагуза, якій належав Оребич з 1333 по 1806 рік, проголосував за виділення коштів на будівництво обителі в Трстеніце (колишня назва Оребича), яке було доручено Міхочу Радишичу. Сучасна будівля монастирської церкви побудована в 1534 році, інші будівлі монастиря в ході історії багато разів перебудовувалися.

## Розташування
Монастир знаходиться на висоті 152 м над рівнем моря. Нижче монастиря знаходиться крутий схил, що спускається до Пелєшацької протоки, що відокремлює півострів Пелєшац від острова Корчула. Монастир оточений густим сосновим лісом, а від самої будівлі відкривається мальовничий вид на протоку і старе місто Корчулу. Кипарисовий гай та частина лісу, що оточують монастир, знаходяться під охороною як природна пам'ятка.
Домінантою монастиря є церква, побудована на початку XVI століття в готично-ренесансному стилі і освячена 17 травня 1534 року. Єдиний архітектурний комплекс з будівлею церкви становить одноповерхова будівля монастиря, чотири корпуси якого утворюють клуатр. У монастирській церкві зберігається різьблений образ Діви Марії авторства Ніколи Флорентинця.
Поруч із монастирем розташований цвинтар, на якому, в числі інших, поховано багато нащадків моряків (Оребич у Середньовіччя було містом моряків). За старовинною традицією, судна, що проходять Пелєшацькою протокою попід монастирем, дають триразовий гудок, на що монахи відповідають ударами у дзвони.